# Avicennismo
L'avicennismo è una scuola della filosofia persiana fondata da Avicenna.  Egli sviluppò la sua filosofia lungo tutto l'arco della propria vita, dopo una lettura approfondita della Metafisica di Aristotele, durata più di un anno.
Secondo Henry Corbin e Hossein Nasr, esistono due tipi di avicennismo: l'avicennismo islamico e l'avicennismo latino. Secondo Nasr, l'avicennismo latino è basato sui primi lavori del filosofo arabo. Questa scuola era figlia della scuola peripatetica e tentava di descrivere la realtà con un sistema razionale di pensiero. Nel XII secolo divenne particolarmente influente in Europa, a Oxford e a Parigi, e condizionò il pensiero di filosofia quali Tommaso d'Aquino, Ruggero Bacone e Duns Scoto.
Dall'altra parte, l'avicennismo islamico è basato sull'ultima fase della sua produzione ed è noto come filosofia orientale (حکمت المشرقیین). La filosofia nella civiltà islamica orientale divenne vicina alla gnosi e assunse una visione spirituale dell'universo. L'avicennismo latino era debole in confronto all'averroismo latino e lo studioso Étienne Gilson parlò di un agostinismo avicenniano.
Questo approccio aprì la strada alla scuola iraniana dell'Illuminazione di Sohravardi. Corbin riferì alcune divergenze fra l'avicennismo latino e quello iraniano. Egli identificò tre tipi di avicennismo: avicennismo agostiniano, avicennismo latino e avicennismo iraniano.
Vari Mu’tazilites furono seguaci di Avicenna, mentre altri avversarono le sue dottrine.
Ad esempio il programma filosofico di Avicenna e i suoi studenti furono criticati da Hanafi, allievo di Ibn al-Malahimi, secondo il quale la tradizione filosofica greca era stata usata a supporto di false credenze e del carattere profetico dell'Islam. Egli descrisse il Cristianesimo come un esempio di religione profetica corrotta dal pensiero astratto greco.

## L'avicennismo latino
Dalla fine del XII secolo, Giovanni di Spagna tradusse la logica di Avicenna e Domenico Gundisalvo tradusse lo Shifat. Il primo fu influenzato dalle teorie di Avicenna sulla “processione del mondo” e “l'immortalità dell'anima”.
Nel XIII secolo, Guglielmo d'Auxerre subì la sua influenza mentre reagiva contro l'idea che dall'uno può derivare solamente l'Uno. Guglielmo d'Auvergne si oppose, tra gli altri, al necessitarismo di Avicenna integrando l'idea dell'intelletto agente. È l'artefice della sintesi dell'agostinismo platonizzante del XII secolo con un aristotelismo ripensato da Avicenna. Questa sintesi fu ulteriormente accentuata con Giovanni de la Rochelle che riprese la terminologia, le teorie sull'astrazione, la conoscenza e l'esperienza del pensiero. Più tardi, Enrico di Gand, al di fuori di ogni influenza tomista, rimase fedele ad Avicenna, da cui prese in prestito la nozione di essenza assoluta identificata con l'Idea platonica. Anche Roger Marston illustrò con più o meno brillantezza questo avicennanismo latino.
Tuttavia, con l'ascesa dell'averroismo e le critiche ad esso rivolte da san Tommaso d'Aquino, il dibattito si focalizzò nuovamente su Aristotele e l'influenza di Avicenna declinò. Nonostante ciò, Avicenna rimase l'autorità privilegiata che Duns Scoto seguì su più punti: l'esistenza è “come un accidente dell'essenza” e l'intelletto umano ha un'autonomia che non è legata al sensibile.
A proposito dell'avicennismo latino, Henry Corbin scrisse: «L'avicennismo fiorì solo a costo di un'alterazione radicale che ne mutasse il significato e la struttura (in questo “agostinismo avicennizzante” così ben chiamato e analizzato da É. Gilson). È nella direzione di Alberto Magno (quella del suo discepolo Ulrico di Strasburgo, quella dei precursori dei mistici renani) che gli effetti dell'avicennismo sarebbero rimasti da seguire».

## L'avicennismo iraniano
È nel mondo arabo e persiano che l'influenza di Avicenna fu più duratura. Rémi Brague arrivò ad affermare: “dopo di lui, filosofare non sarà più leggere Aristotele, ma leggere Avicenna” (Le Point, numero speciale n°5, p. 12). Questa citazione si applica soprattutto ai filosofi persiani dove l'influenza di Avicenna si combina con quella di Sohrawardi e dello sciismo . Questa sintesi è coerente, poiché Avicenna aveva un padre ismailita e Henry Corbin notò la concordanza della cosmologia di Avicenna con quella di autori ismailiti come Hamidoddin Kermani. In proposito, Henry Corbin vede in Sohrawardiil il vero successore di Avicenna e parlò di "avicennismo sohrawardiano" e di "avicennismo sciita". La specificità di questo avicennanesimo è la costituzione di un tipo originale di filosofia profetica basata, secondo Corbin, sull'"identificazione dell'angelo della conoscenza e dell'angelo della Rivelazione, e interpretata come due forme di una comune vocazione, la vocazione del profeta e la vocazione del filosofo. Questa vocazione profetica del filosofo avicenniano è in contrasto con la concezione e il ruolo della filosofia secondo l'averroismo.
Tra i punti salienti di questo avicennismo iraniano che è continuato fino ad oggi, possiamo distinguere:
- il commento all'Isharat di Avicenna di Fakhroddîn Râzî;
- l'ampia critica di Nasir Tusi nel suo stesso commento;
- il tentativo di conciliazione da parte di Qotboddin Razi che provò a decidere tra loro nel suo “Libro delle citazioni”;
- la ricerca di Allameh Hilli sull'Isharat e lo Shifa, che estende e approfondisce quella del suo maestro Nasir Tusi.

La rinascita dell'Avicennismo sohrawardiano avviene durante l'ascesa della Scuola di Ispahan, all'inizio del XVI secolo, che include tra gli altri:
- "La chiave di Shifa" di Sayyed Ahmad Alawi, studente e genero di Mir Damad, che si riferisce alla "filosofia orientale" di Avicenna;
- studi di Mir Fendereski sullo Shifa e l'Isharat;
- le opere di Mir Damad, che offrono la sintesi completa dell'avicennismo iraniano e sohrawardiano con lo sciismo dei dodici;
- il commento di Mulla Sadra Shirazi allo Shifa, che annuncia la sua riforma della metafisica;
- il commento di Mulla Abdorrazaq Lahiji, cognato di Mulla Mohsen (discepolo di Sadra).

Infine, l'influenza di Avicenna si esercitò in Andalusia. Predominante in Ibn Tufayl, riguardò la maggior parte dei filosofi arabo-andalusi.